# Ерик Кристмас
Ерик Катберт Кристмас (енгл. Eric Cuthbert Christmas; Лондон, 19. март 1916 — Камарило, 22. јул 2000) био је британски филмски и телевизијски глумац са више од 130 улога у каријери. Најпознатији је по улози директора Картера у комедији Порки (1981), а у исту улогу вратио се и два наставка. Познат је и по споредним улогама у филмовима Андромедин траг (1971), Непријатељ народа (1978), Напад парадајза убица (1978) и Замена (1980).
Добитник је награде „Кларенс Дервент” за најбољег споредног глумца (1961). Током 1970-их и 1980-их Кристмас је био професор драме на Калифорнијском универзитету у Сан Дијегу.
Преминуо је 22. јула 2000, природном смрћу, у 84. години живота. Сахрањен је на гробљу у Санта Барбари, Калифорнија.

## Филмографија
| Улоге Ерика Кристмаса |                       |               |                          |                       |
| Година                | Српски назив          | Изворни назив | Улога                    | Напомена              |
| 1939.                 | Носиоци бакље         |               | господин Спиндлер        |                       |
| 1955—1958.            | Вејн и Шустер         |               |                          | ТВ серија, 10 епизода |
| 1969.                 | Бонанца               |               | Боби Дан                 |                       |
| 1970.                 | Монте Волш            |               | пуковник Вилсон          |                       |
| 1971.                 | Андромедин траг       |               | сенатор Вермонта         |                       |
| 1971.                 | Џони је кренуо у рат  |               | каплар Тимлон            |                       |
| 1971.                 | Харолд и Мод          |               | свештеник                |                       |
| 1974.                 | Колумбо               |               | Бруно Векслер            | ТВ серија, 1 епизода  |
| 1976.                 | Последњи магнат       |               | Норман                   |                       |
| 1978.                 | Непријатељ народа     |               | Мортен Кил               |                       |
| 1978.                 | Напад парадајза убица |               | сенатор Полк             |                       |
| 1980.                 | Замена                |               | Алберт Хармон            |                       |
| 1981.                 | Порки                 |               | господин Картер          |                       |
| 1983.                 | Порки 2: Следећи дан  |               | господин Картер          |                       |
| 1985.                 | Поркијева освета!     |               | господин Картер          |                       |
| 1988.                 | Кафић уздравље        |               | отац Бери                | ТВ серија             |
| 1991.                 | Багзи                 |               | Роналд                   |                       |
| 1994.                 | Голи пиштољ 3         |               | затворски капелан        |                       |
| 1994.                 | Досије икс            |               | Стен                     | ТВ серија             |
| 1995.                 | Сајнфелд              |               | Џефри Харвуд             | ТВ серија             |
| 1997.                 | Бади, пас кошаркаш    |               | судија Кранфилд          |                       |
| 1997.                 | Лов на миша           |               | Ернијев и Ларсов адвокат |                       |
| 1998—2000.            | Али Мекбил            |               | судија Мејнорд Снип      | ТВ серија, 2 епизоде  |